# Fischer Mór (sporttisztviselő)
Fischer Mór lovag (Verbó, 1875. december 15. – Budapest, 1945. november 9.) magyar labdarúgó-sportvezető és gépészmérnök. Polgári foglalkozását tekintve a MÁV műszaki főtanácsosa volt. Fiatalon külföldre került és főleg az angol vasutak jóléti intézményeit tanulmányozta. Felismerte, hogy a szociális tevékenység területén a sport milyen hatalmas tényező. A nyolc nyelven beszélő Fischert megválasztották a Nemzetközi Labdarúgó-szövetség alelnökének is és ebben a tisztségben jelentős szerepe volt a labdarúgó-világbajnokság létrehozásában.

## Sportvezetőként
A magyar labdarúgás első kiváló képességű sportdiplomatája, aki nemzetközi tekintélynek – az olaszok futballpápának tisztelték – számított az 1930-as évek a nemzetközi futball életében.
Huszonnégy éven át látta el a Törekvés SE, majd a BVSC elnöki és közben, a Magyar Labdarúgó-szövetség (MLSZ) alelnöki – 1912–1918 között – tisztségét is. Szociális szempontok vitték a vasutasok sportszövetségének, később a vasutasok világszövetségének megalapozására is. Az MLSZ nemzetközi ügyeinek intézője, majd vezetője 1923–1927 között. Nagy szakmai és nyelvtudására, diplomáciai érzékére külföldön is felfigyeltek. 1923–1924-ben a Magyar Futballbírák Testülete (BT) elnöke. 1923–1927 között Nemzetközi Labdarúgó-szövetség (FIFA) ellenőreként – összetett feladat volt –, majd 1927-től a helsinki nemzetközi futballkongresszusától alelnökként fejthetett ki a nemzetközi labdarúgás világában értékes tevékenységet. Az 1928-as nyári olimpiai játékok után aktív részese volt az első – igazi – labdarúgó-világbajnokság megszervezésében, nyelvtudásával számlálhatatlan tárgyalást vezetett. A Jugoszláv labdarúgó-szövetség ügyeit intéző dr. Mihajlo Andrejeviccsel is jó kapcsolatban volt, segítségével bekapcsolta a jugoszláv klubokat a legtekintélyesebb kupaküzdelmekbe. Ugyancsak Fischer támogatásával 1932-ben beválasztották a FIFA felügyelő bizottságába.

## Világbajnokság
1930 nyarán a FIFA Magyarországon tartotta nemzetközi kongresszusát, ahol döntés született arról, hogy Montevideóban (Uruguay) rendezik meg az első 1930-as labdarúgó-világbajnokság-ot. Ezen a tornán egyedül képviselte hazánkat az újvilágban, előbb a FIFA kongresszuson mint alelnök, utóbb a jelen lévő szervező bizottság zsűrijének tagjaként tevékenykedett.

## Kulturális tevékenysége
Hazája szolgálatáról nem feledkezett meg: az Amerikai Egyesült Államokban tett körútján a magyar nép életét és kultúráját ismertető előadássorozatot tartott.

## Írásai
A Kicker című lap munkatársa, ahol több írása, értekezése jelent meg.
Könyvei:
- Fischer Mór: Amerika ifjúsága - 1934. Budapest Kiadó
- Fischer Mór: A labdarúgás technikája

Amerika ifjúsága kötetének bevezetőjében az Amerikai Egyesült Államok egyik elnökének, Herbert Hoovernek az üzenete olvasható: A világnak szüksége van a sportszellemre, egyrészt, hogy a fiatalságot komplikált életünkben való együttes tevékenységre előkészítse, másrészt, hogy megismerje a játék felüdítő örömét. Ez az öröm az emberi életnek egyik legszebb része, mert ez ad egészséget, önuralmat, becsületes küzdelmet, türelmességet, jellemet, képességet és felebaráti szeretetet.

## Sikerei, díjai
Magyarországon és külföldön több kitüntetéssel jutalmazták érdemeit. Az Országos Testnevelési Tanács (OTT) aranyérmével tüntették ki. Szociális és békekereső tevékenységéért a francia köztársaság 1928-ban becsületrenddel tüntette ki. A Nemzeti Sport 1929. március. 4-ei száma szerint megkapta a német becsületrendet.